# Сене, Кали
Мамаду Кали Сене (фр. Mamadou Kaly Sène; род. 28 мая 2001, Сенегал) — сенегальский футболист, нападающий клуба «Базель».

## Клубная карьера
Сене — воспитанник итальянских клубов «Ванчиглия» и «Ювентус». В 2021 году Кали подписал свой первый профессиональный контракт с швейцарским клубом «Базель». Летом 2020 году Сене для получения игровой практики на правах аренды перешёл в кипрский «Омония». 22 августа в матче против «Пафоса» он дебютировал в чемпионате Кипра. В поединке против «Анортосиса» Кали забил свой первый гол за «Омонию». По окончании аренды Сене вернулся в «Базель.» 14 февраля 2021 года в матче против «Цюриха» он дебютировал в швейцарской Суперлиге. 
Летом 2021 года Сене был арендован клубом «Грассхоппер». В матче против «Лугано» он дебютировал за новую команду. 26 сентября в поединке против «Сьона» Кали сделал «дубль», забив свои первые голы за «Грассхоппер». 5 декабря в матче против «Санкт-Галлена» он сделал хет-трик. 